# Quadro de medalhas dos Jogos Paralímpicos de Verão de 2000
O quadro de medalhas das Paraolimpíadas de Verão de 2000 é uma lista que classifica os Comités Paraolímpicos Nacionais participantes de acordo com o número de medalhas de ouro conquistadas por seus atletas durante esta competição. Estes foram os décimo primeiros Jogos Paralímpicos de Verão, uma competição quadrienal aberta a atletas com deficiência física e intelectual. Os Jogos foram realizados em Sydney, Austrália, de 18 a 29 de outubro de 2000, e foi esta a primeira vez que foram realizados no hemisfério sul. Com 3843 atletas participando nas dezoito modalidades desportivas do programa, os Jogos foram o segundo maior evento desportivo alguma vez realizado na Austrália. A localização e as instalações foram partilhadas com os Jogos Olímpicos de Verão de 2000, que terminaram a 1 de outubro. Os Jogos estabeleceram recordes de participação de atletas e países, bilhetes vendidos, acessos ao site oficial dos Jogos e oferta de medalhas.
Um número recorde de 122 países (ou 123 delegações incluindo atletas independentes de Timor-Leste ) participou no evento;  68 países foram medalhados, dentre os quais sete ganharam pela primeira vez na história dos Jogos. Um total de 1657 medalhas foram entregues durante os jogos de Sydney: 550 de ouro, 549 de prata e 558 de bronze. Aqui foram estabelecidos mais de 300 recordes mundiais e paraolímpicos.
O país anfitrião, a Austrália, liderou a tabela com mais ouros e mais medalhas do que qualquer outra nação, e alcançou o seu recorde de medalhas. A Grã-Bretanha conquistou o maior número de pratas, com 43, e empatou com a Austrália com o maior número de bronzes, com 47. As medalhas foram desenhadas pelo ourives e joalheiro real Stuart Devlin, e mostram a ponte da baía de Sydney e a ópera de Sydney, rodeadas pelas arenas dos Jogos. O reverso mostra os logotipos do Comité Paralímpico Internacional (IPC) e do Comité Organizador Paralímpico de Sydney.
Foram vários os atletas que contribuíram múltiplas medalhas para a sua nação. No grupo incluem-se Béatrice Hess da França, que ganhou sete medalhas de ouro,  Mayumi Narita do Japão, que ganhou seis medalhas de ouro e uma de prata,  Siobhan Paton da Austrália, que ganhou seis medalhas de ouro em eventos individuais,  e Stéphanie Dixon do Canadá e Hong Yan Zhu da China, que ganharam cinco medalhas de ouro cada. No atletismo, Tim Sullivan da Austrália ganhou cinco medalhas de ouro,  e Tanni Gray-Thompson da Grã-Bretanha ganhou quatro.

## O quadro
A classificação nesta tabela é baseada em informações fornecidas pelo IPC e é consistente com a convenção do IPC nos quadros de medalhas publicados. Por defeito, a tabela é ordenada pelo número de medalhas de ouro conquistadas pelos atletas de uma nação (neste contexto, uma “nação” é uma entidade representada por um Comité Paraolímpico Nacional). Em seguida é considerado o número de medalhas de prata e depois o número de medalhas de bronze. Se as nações ainda estiverem empatadas, será dada uma classificação igual e elas serão listadas em ordem alfabética pelo código do país do IPC .
Com algumas excepções, cada evento contribuiu com uma medalha de cada tipo para a mesa (embora para eventos por equipes, várias medalhas físicas tenham sido concedidas). Todas as provas de judo concederam duas medalhas de bronze, uma para cada semifinalista perdedor.  A prova dos 100 m costas masculino S8 concedeu duas medalhas de ouro iguais aos vencedores.  Na prova de basquete com deficiência intelectual, embora inicialmente tenham sido concedidas três medalhas, o ouro foi posteriormente retirado à seleção espanhola devido a uma desclassificação por batota.
| Ordem | País                       | Medalha de ouro | Medalha de prata | Medalha de bronze |       |
| ----- | -------------------------- | --------------- | ---------------- | ----------------- | ----- |
| 1     | AUS Austrália              | 63              | 39               | 47                | 149   |
| 2     | GBR Grã-Bretanha           | 41              | 43               | 47                | 131   |
| 3     | CAN Canadá                 | 38              | 33               | 25                | 96    |
| 4     | ESP Espanha                | 38              | 29               | 38                | 105   |
| 5     | USA Estados Unidos         | 36              | 39               | 34                | 109   |
| 6     | CHN China                  | 34              | 22               | 17                | 73    |
| 7     | FRA França                 | 30              | 28               | 28                | 86    |
| 8     | POL Polônia                | 19              | 23               | 11                | 53    |
| 9     | KOR Coreia do Sul          | 18              | 7                | 7                 | 32    |
| 10    | GER Alemanha               | 16              | 41               | 38                | 95    |
| 11    | CZE República Checa        | 15              | 15               | 13                | 43    |
| 12    | JPN Japão                  | 13              | 17               | 11                | 41    |
| 13    | RSA África do Sul          | 13              | 12               | 13                | 38    |
| 14    | RUS Rússia                 | 13              | 10               | 12                | 35    |
| 15    | NED Países Baixos          | 12              | 9                | 9                 | 30    |
| 16    | IRI Irã                    | 12              | 4                | 7                 | 23    |
| 17    | MEX México                 | 10              | 12               | 12                | 34    |
| 18    | ITA Itália                 | 9               | 8                | 10                | 27    |
| 19    | DEN Dinamarca              | 8               | 8                | 14                | 30    |
| 20    | SUI Suíça                  | 8               | 4                | 8                 | 20    |
| 21    | HKG Hong Kong              | 8               | 3                | 7                 | 18    |
| 22    | NGR Nigéria                | 7               | 1                | 5                 | 13    |
| 23    | EGY Egito                  | 6               | 12               | 10                | 28    |
| 24    | BRA Brasil                 | 6               | 10               | 6                 | 22    |
| 25    | NZL Nova Zelândia          | 6               | 8                | 4                 | 18    |
| 26    | POR Portugal               | 6               | 5                | 5                 | 16    |
| 27    | TUN Tunísia                | 6               | 4                | 1                 | 11    |
| 28    | BLR Bielorrússia           | 5               | 8                | 10                | 23    |
| 29    | SWE Suécia                 | 5               | 6                | 10                | 21    |
| 30    | THA Tailândia              | 5               | 4                | 2                 | 11    |
| 31    | IRL Irlanda                | 5               | 3                | 1                 | 9     |
| 32    | HUN Hungria                | 4               | 5                | 14                | 23    |
| 33    | GRE Grécia                 | 4               | 4                | 3                 | 11    |
| 34    | CUB Cuba                   | 4               | 2                | 2                 | 8     |
| 35    | UKR Ucrânia                | 3               | 20               | 14                | 37    |
| 36    | SVK Eslováquia             | 3               | 5                | 5                 | 13    |
| 37    | ISR Israel                 | 3               | 2                | 1                 | 6     |
| 38    | ALG Argélia                | 3               |                  |                   | 3     |
| 39    | AUT Áustria                | 2               | 7                | 6                 | 15    |
| 40    | NOR Noruega                | 2               | 6                | 7                 | 15    |
| 41    | ISL Islândia               | 2               |                  | 2                 | 4     |
| 42    | BEL Bélgica                | 1               | 4                | 4                 | 9     |
| 43    | FIN Finlândia              | 1               | 3                | 6                 | 10    |
| 44    | TPE Taipé Chinês           | 1               | 2                | 4                 | 7     |
| 45    | EST Estônia                | 1               | 1                | 3                 | 5     |
| 46    | KEN Quênia                 | 1               | 1                | 2                 | 4     |
| 47    | PER Peru                   | 1               | 1                |                   | 2     |
| 48    | CIV Costa do Marfim        | 1               |                  | 1                 | 2     |
| 49    | BUL Bulgária               | 1               |                  |                   | 1     |
| 49    | JOR Jordânia               | 1               |                  |                   | 1     |
| 49    | ZIM Zimbabwe               | 1               |                  |                   | 1     |
| 52    | FRO Ilhas Faroé            |                 | 3                | 1                 | 4     |
| 52    | UAE Emirados Árabes Unidos |                 | 3                | 1                 | 4     |
| 54    | ARG Argentina              |                 | 2                | 3                 | 5     |
| 55    | SLO Eslovênia              |                 | 2                | 2                 | 4     |
| 56    | LTU Lituânia               |                 | 2                | 1                 | 3     |
| 57    | KUW Kuwait                 |                 | 1                | 4                 | 5     |
| 58    | BRN Bahrein                |                 | 1                | 1                 | 2     |
| 58    | PAN Panamá                 |                 | 1                | 1                 | 2     |
| 60    | AZE Azerbaijão             |                 | 1                |                   | 1     |
| 60    | BIH Bósnia e Herzegovina   |                 | 1                |                   | 1     |
| 60    | YUG Iugoslávia             |                 | 1                |                   | 1     |
| 63    | LAT Letônia                |                 |                  | 3                 | 3     |
| 64    | LBA Líbia                  |                 |                  | 1                 | 1     |
| 64    | PLE Palestina              |                 |                  | 1                 | 1     |
| 64    | PHI Filipinas              |                 |                  | 1                 | 1     |
| 64    | PUR Porto Rico             |                 |                  | 1                 | 1     |
| 64    | VEN Venezuela              |                 |                  | 1                 | 1     |
| TOTAL | TOTAL                      | 551             | 548              | 558               | 1 657 |